# 賈維斯·卡克
賈維斯·布藍森·卡克（英語：Jarvis Branson Cocker，1963年9月19日—）是英國音樂家，以身為Pulp主唱著名。透過他與樂團的作品，卡克成為1990年代中期英式搖滾運動的靈魂人物之一。

## 私人生活
卡克出生於雪菲爾。他的父親麥克·卡克是個DJ和演員，在賈維斯七歲時丟下家人搬至澳洲雪梨，從此與賈維斯和他的姐姐失去聯絡。賈維斯的母親獨力撫養姊弟兩人，現為英國保守黨議員。

## 外部連結
- 賈維斯·卡克官方網站 （页面存档备份，存于）
- 賈維斯·卡克的MySpace主頁
- 賈維斯·卡克 （页面存档备份，存于） 於 粗魯交易唱片（Rough Trade Records）
- 賈維斯·卡克在互联网电影资料库（IMDb）上的資料（英文）